# Battaglia di Thuận An
La battaglia di Thuận An del 20 agosto 1883 fu uno scontro tra la Francia e la dinastia Nguyễn durante il periodo delle prime ostilità della campagna del Tonchino (1883-1886). Durante la battaglia, una forza di sbarco francese al comando dell'ammiraglio Amédée Courbet prese d'assalto i forti costieri che presidiavano gli approcci fluviali alla capitale vietnamita Huế, consentendo ai francesi di dettare ai vietnamiti un trattato che riconosceva un protettorato francese sul Tonchino. L'attacco francese contro i vietnamiti nell'agosto 1883, sancito dall'amministrazione di Jules Ferry a Parigi, contribuì più che altro a rendere inevitabile una guerra tra Francia e Cina e gettò i semi della rivolta nazionale vietnamita del Cần Vương nel luglio 1885.

## Contesto
Il 30 agosto 1883, l'ammiraglio Courbet, il generale Alexandre-Eugène Bouët e Jules Harmand, commissario generale civile francese per il Tonchino, tennero un consiglio di guerra ad Haiphong. La riunione prese atto che la corte di Huế stava aiutando segretamente l'Esercito della bandiera nera di Liu Yongfu e che il comandante in capo vietnamita, principe Hoàng Kế Viêm, era apertamente in armi contro i francesi a Nam Định. I tre uomini concordarono che Bouët avrebbe dovuto lanciare al più presto un'offensiva contro le basi dell'Esercito della bandiera nera situate presso Phủ Hoài, sul fiume Đáy. Decisero inoltre, soprattutto su sollecitazione di Harmand, di raccomandare al governo francese un attacco contro le difese vietnamite di Huế, seguito da un ultimatum che imponesse ai vietnamiti di accettare un protettorato francese sul Tonchino. Il governo di Jules Ferry era inizialmente riluttante a sancire un attacco a Huế, temendo che potesse provocare una risposta da parte della Cina, ma il ministro francese in Cina, Arthur Tricou, convinse il governo francese che la Cina avrebbe accettato un "atto di virilità" francese.
L'11 agosto 1883 il ministro della Marina Charles Brun approvò la proposta di Harmand e Courbet di un attacco navale su Huế. L'obiettivo della spedizione era quello di far sbarcare una forza che catturasse i forti di Thuận An, che sorvegliavano la foce del Fiume dei Profumi; lo sbarco sarebbe stato preceduto da un bombardamento preliminare effettuato dalle navi da guerra della divisione navale delle coste del Tonchino di Courbet. Poiché il corpo di spedizione del Tonchino sarebbe stato completamente impegnato nell'operazione contro l'Esercito della bandiera nera condotta da Bouët (che portò alla battaglia di Phủ Hoài), fu deciso che lo sbarco nei pressi di Huế sarebbe stato effettuato dalle truppe delle guarnigioni francesi in Cocincina.

Lasciata la baia di Hạ Long a bordo della sua nave ammiraglia Bayard, il 16 agosto 1883 Courbet gettò l'ancora all'imbocco del Fiume dei Profumi e perlustrò le fortificazioni di Thuận An. Nel frattempo la divisione navale delle coste del Tonchino si era concentrata nella baia di Đà Nẵng (francese: Tourane). La forza navale di Courbet era composta dalle corvette corazzate Bayard e Atalante, dall'incrociatore Châteaurenault, dalle cannoniere Lynx e Vipère e dal trasporto Drac. A questa forza si aggiunse la nave da guerra Annamite, salpata da Saigon con una forza di sbarco di 600 fanti di marina, 100 fucilieri cocincinesi e una batteria di artiglieria di marina.

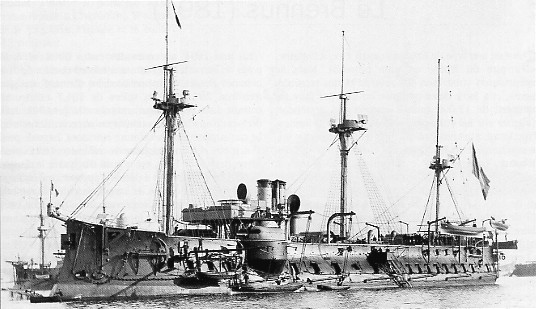
La corvetta corazzata Bayard
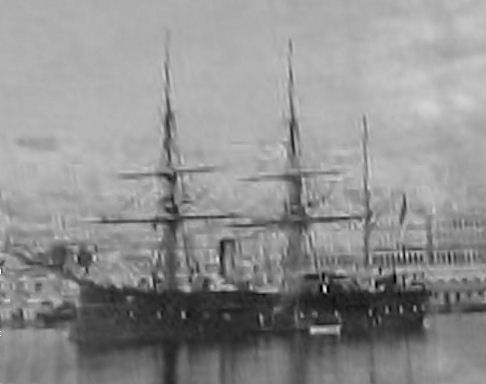
La corvetta corazzata Atalante
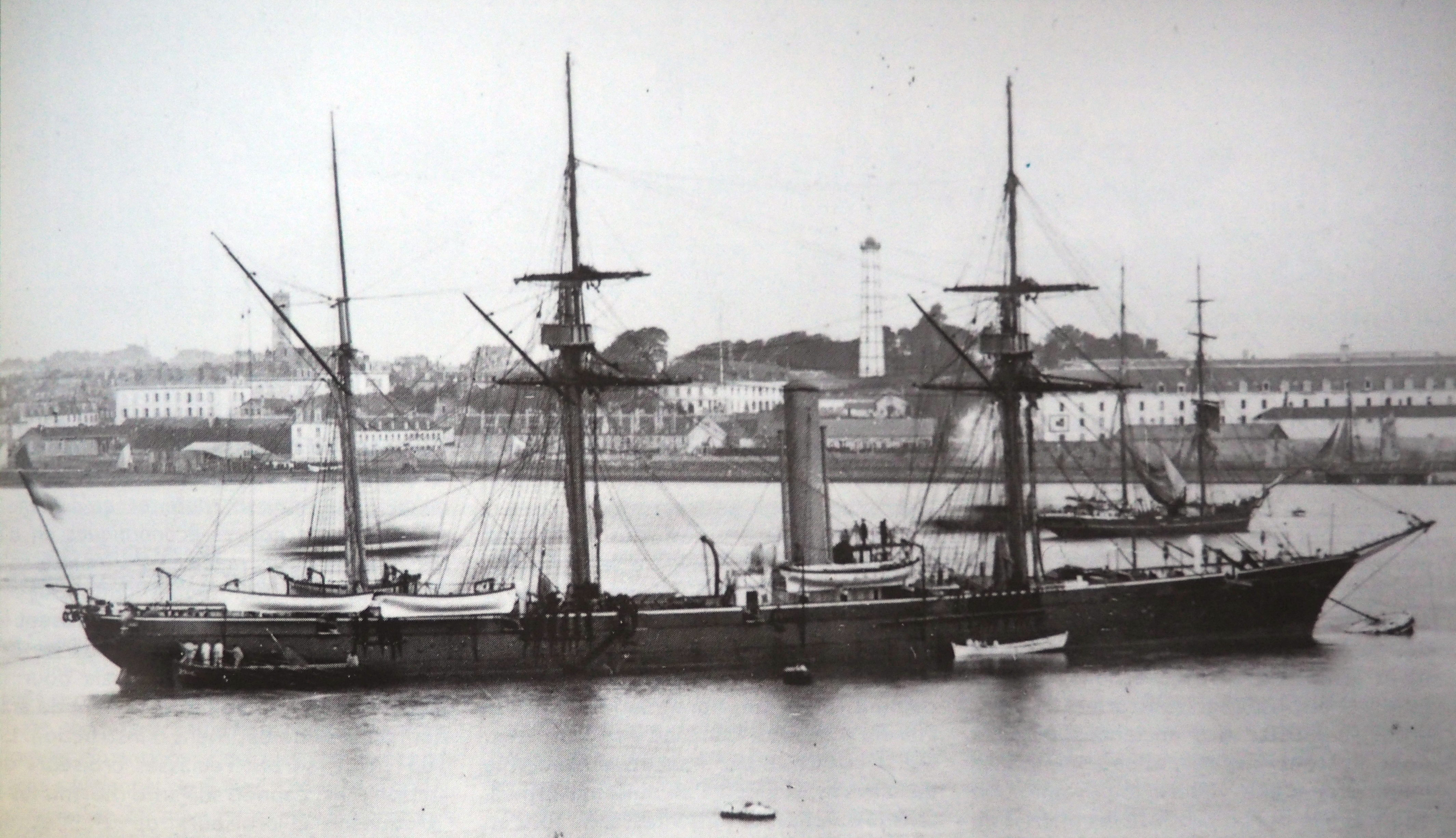
L'incrociatore Châteaurenault

## Il bombardamento navale

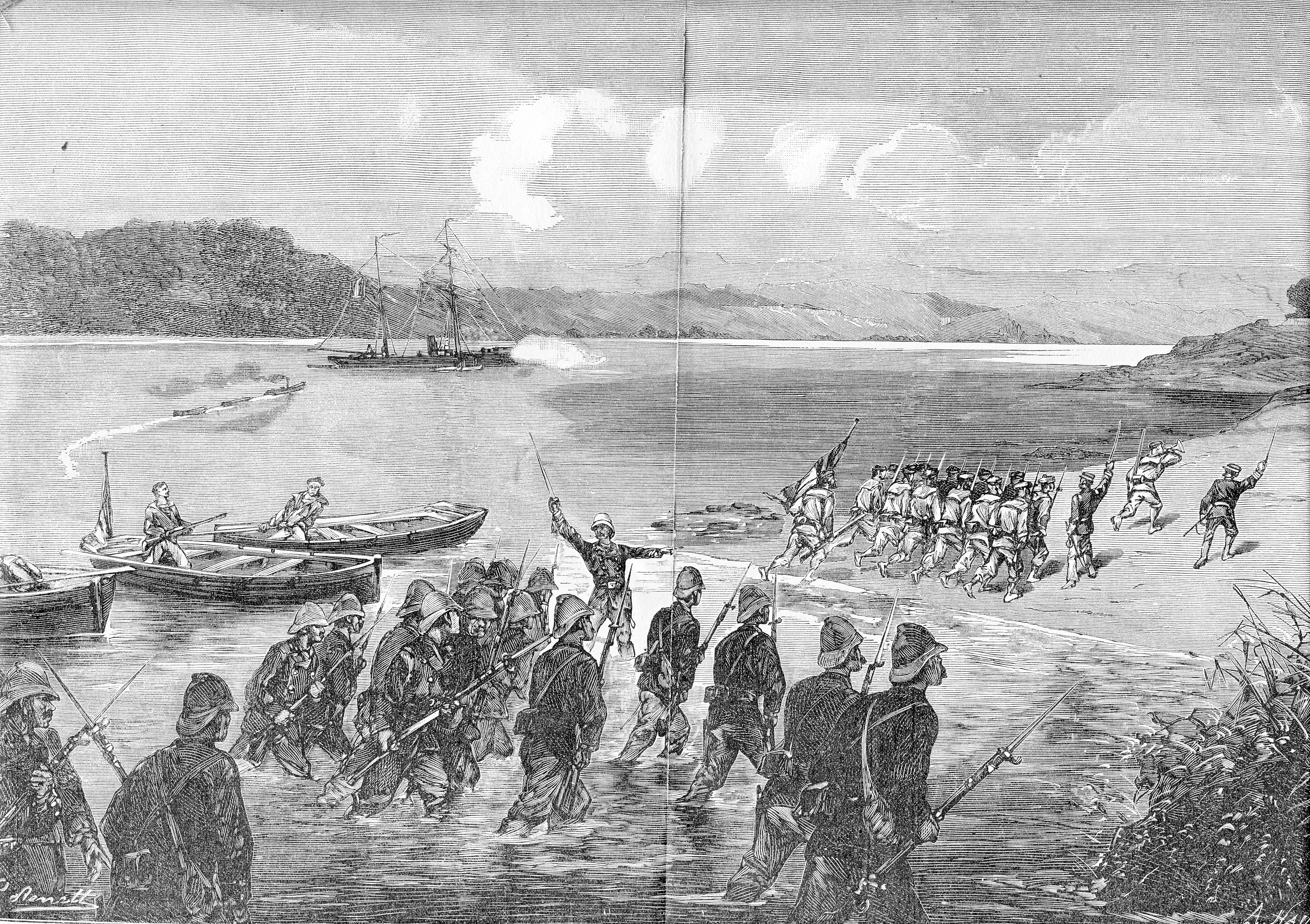
Marinai e fanti di marina francesi abarcano a Thuận An,

Courbet tornò nella baia di Đà Nẵng con il Bayard la sera del 16 agosto 1883 e diramò gli ordini per un attacco ai forti di Thuận An il 18 agosto 1883. Il 17 agosto 1883 i francesi provarono i piani per l'attacco. La divisione navale francese lasciò Đà Nẵng alle 8 del mattino del 18 agosto 1883 in ordine di battaglia, con il Bayard alla testa, e si ancorò al largo dell'imbocco del Fiume dei Profumi intorno alle 14. Le navi presero posizione per l'imminente attacco. Il Bayard si posizionò all'ingresso del fiume, per poter sparare sia sui forti meridionali sia sul grande forte settentrionale, distante due chilometri. Lo Châteaurenault si trovava un po' più a est ed era incaricato di attaccare solo i forti meridionali. L'Atalante, a ovest del Bayard, aveva il compito di attaccare il grande forte settentrionale, mentre il Drac, ancorato sul fianco occidentale della linea francese, doveva occuparsi dei piccoli forti alle estremità delle posizioni nemiche. Le cannoniere Lynx e Vipère, posizionate tra l'Atalante e il Drac, dovevano avvicinarsi e proteggere lo sbarco. L'Annamite rimase nelle retrovie.
I vietnamiti tentarono di negoziare e le discussioni occuparono gran parte del pomeriggio. Courbet chiese infine che i forti di Thuận An fossero consegnati ai francesi entro due ore. Questo ultimatum fu consegnato dagli inviati vietnamiti ai comandanti dei forti, che si rifiutarono di rispondere.
La fregata leggera Alouette, proveniente dalla Cocincina, si unì alla divisione poco prima dell'inizio delle ostilità e Courbet si accertò che non avesse nuovi ordini per lui prima di aprire il fuoco. Alle 17.40 del 18 agosto 1883 le navi della flotta di Courbet issarono la bandiera francese sui pennoni, il Bayard aprì il fuoco e l'intera divisione seguì immediatamente l'esempio. I difensori vietnamiti, anche se in inferiorità numerica, risposero al fuoco, ma le navi francesi erano fuori dalla portata dei loro antiquati cannoni. Il bombardamento durò poco più di un'ora, finché non divenne troppo buio per sparare efficacemente. Il fuoco cessò alle 19.00 e le navi francesi accesero i loro potenti proiettori elettrici per illuminare i forti, Thuận An e il mare intorno al loro ancoraggio, in caso di attacco notturno nemico.
Furono dati gli ordini per uno sbarco all'alba del 19 agosto 1883. Gli uomini si ritirarono presto e, quando i tamburi suonarono alle 4 del mattino, gli ufficiali e i marinai delle compagnie di sbarco si prepararono. Poco prima dell'alba Courbet cambiò idea e annullò lo sbarco. Il mare era molto mosso e forse Courbet riteneva che il bombardamento del giorno precedente non fosse stato sufficientemente efficace. All'alba i francesi ripresero il bombardamento. Con grande sorpresa, i vietnamiti risposero con una salva di proiettili ben mirati che caddero in mare vicino alle navi francesi: avevano infatti approfittato dell'oscurità per predisporre i cannoni a canna rigata, con una gittata maggiore. La divisione navale francese riuscì presto a mettere a tacere questi cannoni, ma alcuni colpi andarono a segno. Il Vipère e il Bayard furono colpiti più volte durante questi scambi di fuoco, ma non subirono gravi danni.

## L'attacco ai forti di Thuận An

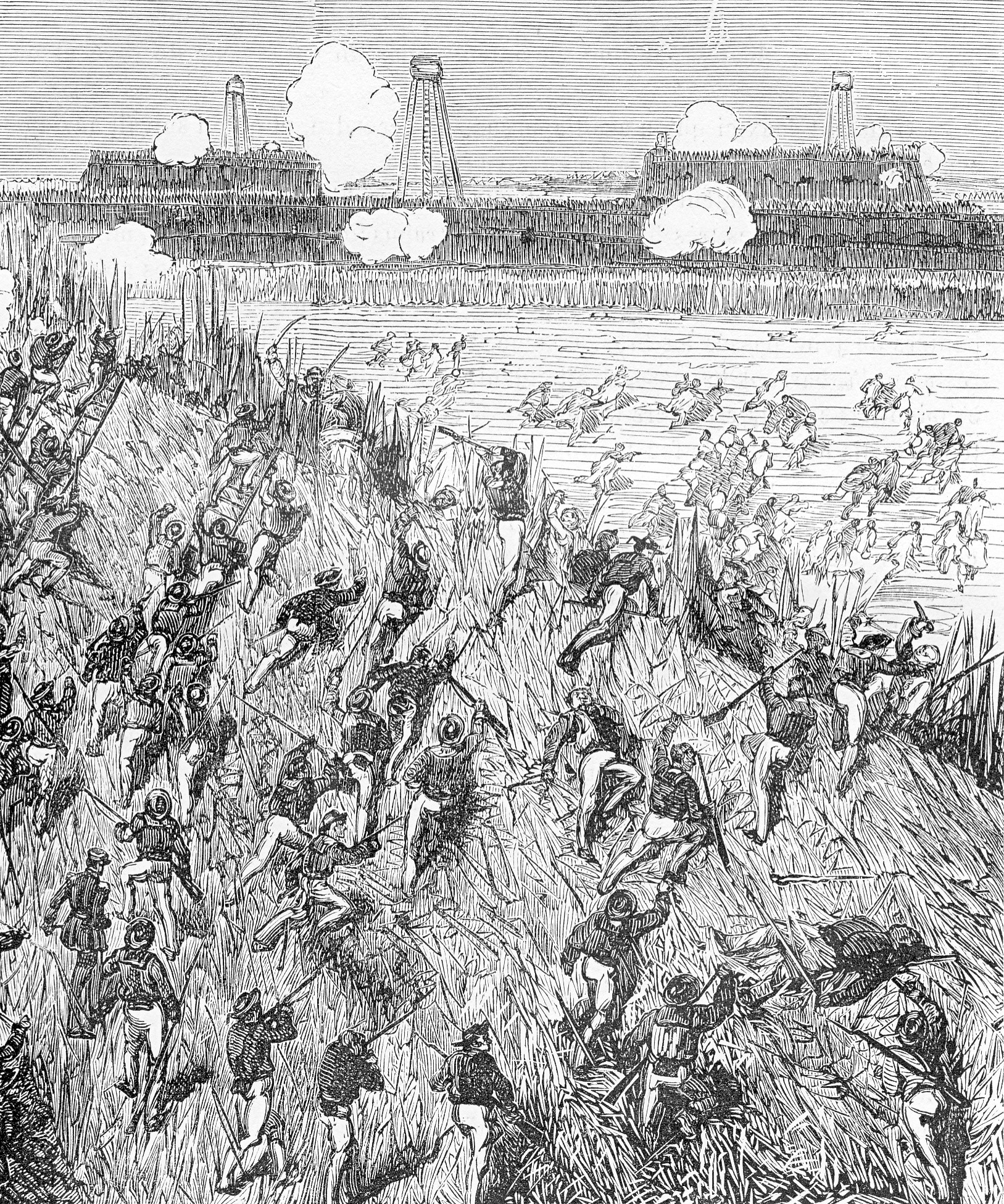
L'attacco ai forti di Thuận An,

Il 20 agosto 1883 il sole sorse su un mare completamente calmo. Alle 5.30 Courbet decise di procedere immediatamente allo sbarco. Poco più di mille uomini (le due compagnie di fanteria di marina, i fucilieri cocincinesi e le compagnie da sbarco del Bayard, dell'Atalante e del Châteaurenault) sarebbero scesi a terra sotto il comando del capitano Parrayon, del Bayard, e avrebbero attaccato il forte settentrionale.
Lo sbarco avvenne in due fasi. Alle 5.45 del mattino un'avanguardia sotto il comando personale di Parrayon, composta dalle tre compagnie da sbarco delle navi e da due sezioni di fanteria di marina, salì sulle lance e si diresse lentamente verso la riva. Mezz'ora dopo l'avanguardia sbarcava a fatica tra le dune di sabbia di fronte alle difese vietnamite. I vietnamiti, posizionati nelle trincee che si affacciavano sulla spiaggia, cominciarono a sparare contro gli attaccanti. Il Lynx e il Vipère, ancorati appena al largo, risposero con il fuoco di cannoni e fucili, mentre gli equipaggi delle lance francesi sparavano con i loro "cannoni-revolver" Hotchkiss. Sotto questo fuoco di copertura, le compagnie da sbarco poterono avanzare lentamente sulla spiaggia.

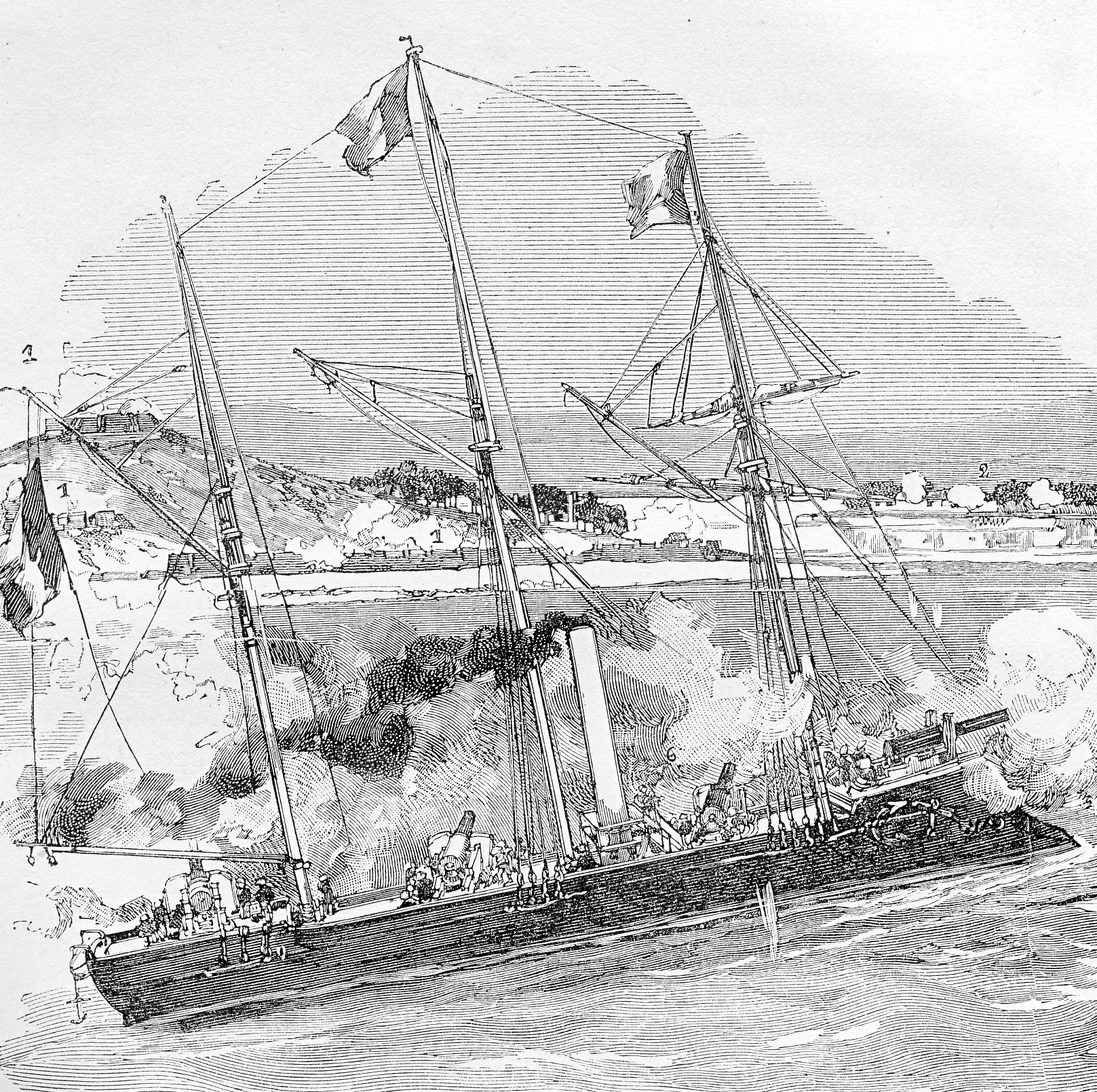
La cannoniera Vipère forza lo sbarramento di Thuận An,

Un'avanguardia guidata dall'enseigne de vaisseau Olivieri attraversò le difese della spiaggia ed ebbe un breve scontro con un gruppo di vietnamiti che lasciarono i loro trinceramenti per affrontare gli invasori e che furono rapidamente messi in fuga. Contemporaneamente, la compagnia da sbarco dell'Atalante, al comando del tenente di vascello Poidloue, arrivò in appoggio e catturò una batteria di cannoni che controllava un tratto del fiume. Questa impresa permise a Parrayon di attaccare il villaggio e il forte settentrionale, che fu conquistato senza sparare un colpo. Nel frattempo i francesi avevano sbarcato sulla spiaggia, con qualche difficoltà, i cannoni da 65 millimetri della batteria del capitano Luce: anche questi cannoni sostennero l'attacco francese. I vietnamiti cedettero gradualmente e alla fine si ritirarono, dando alle fiamme il villaggio. Le navi della flotta francese continuarono a sparare per tutta la durata dell'azione e il loro fuoco di sbarramento spianò la strada all'avanzata della forza di sbarco.

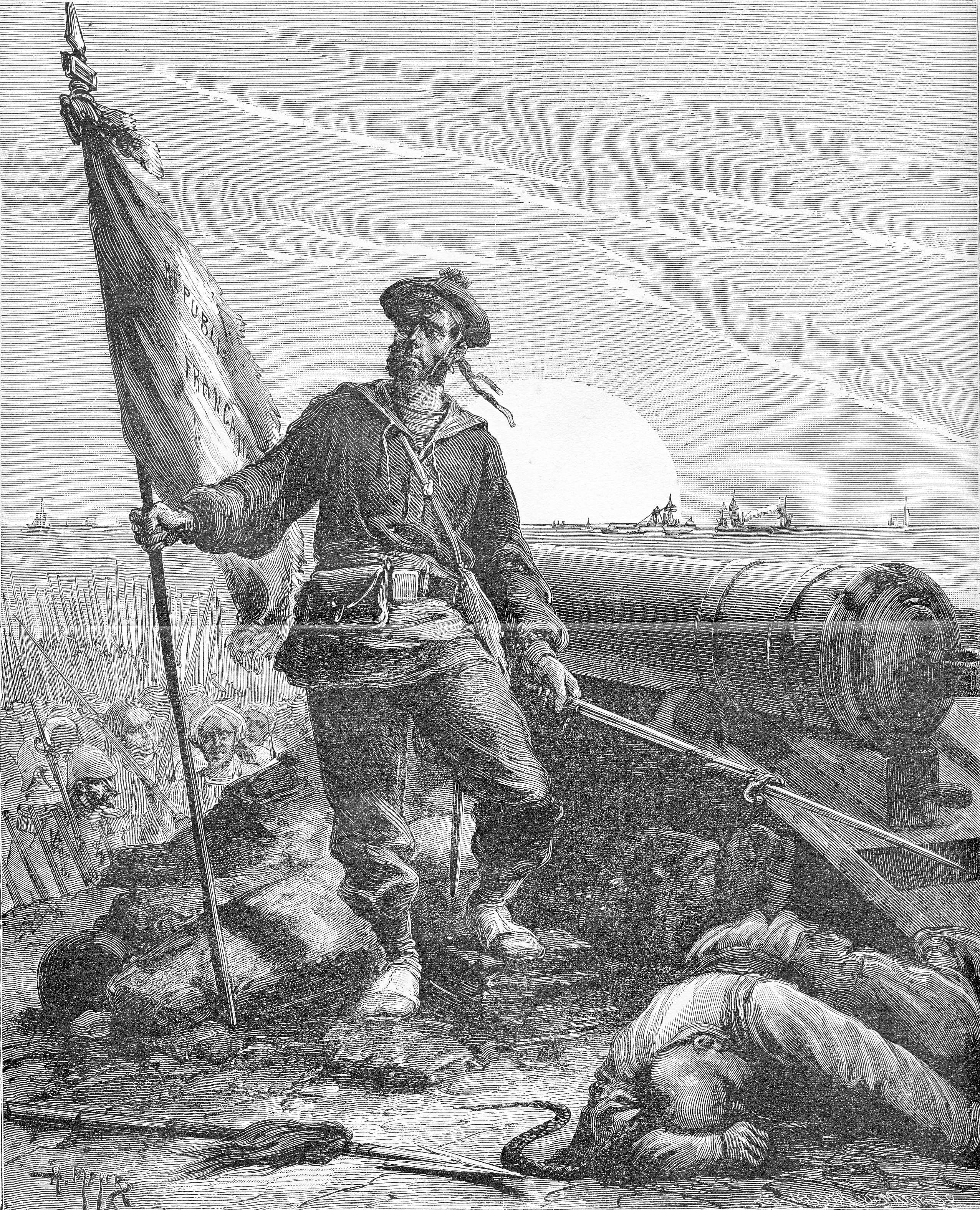
Vittoria francese a Thuận An,

Alle 8 il capitano Sorin sbarcò con il grosso della fanteria di marina e si riunì con l'avanguardia di fronte al forte principale. Dopo circa un'ora di combattimenti, il capitano Parrayon, il guardiamarina Olivieri e il tenente di vascello Palma Gourdon (che in seguito avrebbe ottenuto fama nella battaglia di Shipu) furono tra i primi soldati francesi a entrare nel forte. Poco dopo le 9 del mattino la bandiera francese fu issata sulla cittadella, tra gli applausi di tutti gli uomini della squadra navale.
Durante la battaglia i francesi avevano catturato il forte settentrionale, mentre quello meridionale rimaneva ancora in mano vietnamita. Nel pomeriggio, per preparare l'attacco al forte meridionale, le cannoniere Lynx e Vipère attraversarono audacemente lo sbarramento del fiume, sotto i colpi dei cannoni del forte. Al largo, il Bayard e il Châteaurenault aggiunsero il peso del loro fuoco allo scontro di artiglierie. Alla fine i francesi ebbero la meglio e il fuoco proveniente dal forte diminuì. La mattina del 21 agosto 1883 le lance della divisione navale sbarcarono una colonna francese sulla spiaggia di fronte al forte meridionale, pronta ad attaccarlo se necessario. Non ce ne fu bisogno, in quanto il forte e i villaggi vicini erano completamente vuoti. I vietnamiti avevano evacuato le loro ultime difese e nulla impediva ai francesi di risalire il Fiume dei Profumi fino a Huế.
Le perdite vietnamite durante il bombardamento e il successivo sbarco furono pesanti, forse 2500 uomini uccisi o feriti. Le perdite francesi, invece, furono irrisorie, solo una dozzina di uomini feriti. Il giorno seguente Courbet si congratulò con le sue truppe per il successo ottenuto, indicando gli ufficiali e l'equipaggio del Lynx e del Vipère per un encomio speciale.

## Il trattato di Huế

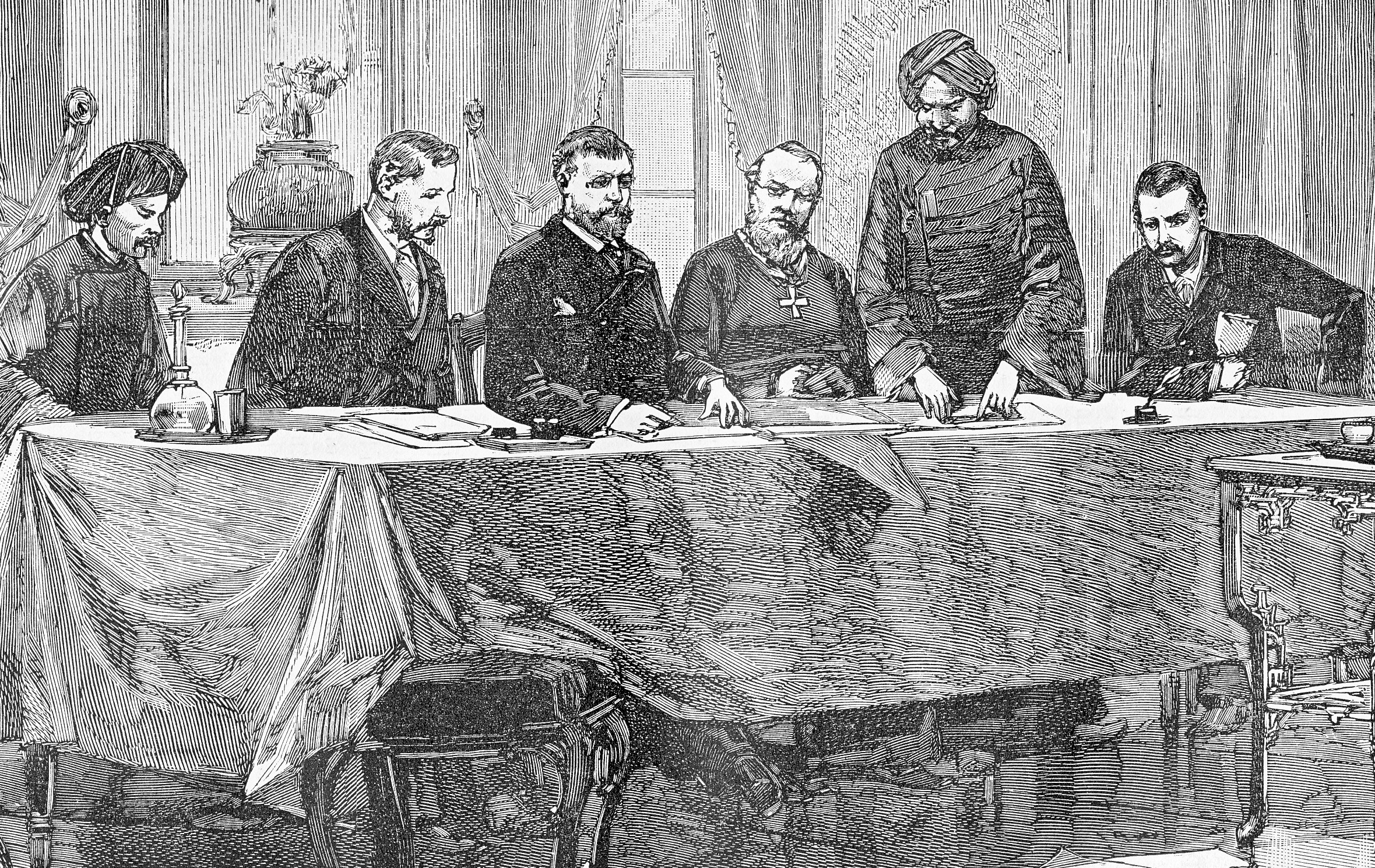
Firma del trattato di Huế,

La cattura da parte dei francesi dei forti di Thuận An, che esponeva la capitale Huế a un attacco diretto, fece vacillare la corte vietnamita. Fu rapidamente concordato un armistizio. Harmand minacciò i vietnamiti di annientarli se non avessero accettato immediatamente un protettorato francese su Annam e Tonchino. Il 25 agosto 1883, intimoriti dalle minacce francesi, i vietnamiti firmarono il trattato di Huế.
Il trattato di Huế diede alla Francia tutto ciò che voleva dal Vietnam. I vietnamiti riconobbero la legittimità dell'occupazione francese della Cocincina, accettarono un protettorato francese sia sull'Annam sia sul Tonchino e promisero di ritirare le loro truppe da quest'ultimo. Il Vietnam, la sua casa reale e la sua corte sopravvissero, ma sotto il controllo francese. Alla Francia fu concesso di stabilire a Huế un ministro residente generale, che avrebbe lavorato alle dipendenze del commissario generale civile del Tonchino e avrebbe potuto richiedere un'udienza personale al re vietnamita (una concessione che i vietnamiti non erano mai stati disposti a fare). Per evitare ripensamenti, una guarnigione francese avrebbe occupato i forti di Thuận An.
Ampie porzioni di territorio furono inoltre trasferite dall'Annam alla Cocincina e al Tonchino. I francesi cancellarono i debiti del Vietnam, ma richiesero in cambio la cessione della provincia di Bình Thuận, che fu annessa alla colonia francese di Cocincina. Allo stesso tempo le province settentrionali di Nghệ An, Thanh Hóa e Hà Tĩnh furono trasferite al Tonchino, passando così sotto il diretto controllo francese. I francesi, da parte loro, si impegnarono a cacciare le Bandiere nere dal Tonchino e a garantire la libertà di commercio sul Fiume Rosso, cose che avevano, in realtà, intenzione di fare comunque.

## Ordine del giorno dell'ammiraglio Courbet
Courbet emanò il seguente ordine del giorno ai suoi marinai e soldati per commemorare la vittoria a Thuận An:

## Pierre Loti e la battaglia di Thuận An
Louis-Marie-Julien Viaud (1850-1923), che prestò servizio nella divisione navale di Courbet sulle coste del Tonchino a bordo della corazzata Atalante, descrisse le sue esperienze di guerra in una serie di articoli pubblicati sotto lo pseudonimo di Pierre Loti. Scrisse un resoconto dettagliato della battaglia di Thuận An intitolato Trois journées de guerre en Annam, che fu pubblicato in tre parti su Le Figaro il 28 settembre e il 13 e 17 ottobre 1883. La descrizione brutalmente realistica dei combattimenti a Thuận An fatta da Viaud, il suo resoconto delle atrocità francesi (i colpi di baionetta inferti ai soldati vietnamiti feriti dai fanti di marina francesi dopo la battaglia) e l'evidente piacere che i soldati traevano dal massacro dei vietnamiti sconfitti, offesero molti in Francia, tanto che Viaud fu richiamato dal ministero della Marina e sospeso dal servizio.
(Pierre Loti, Trois journées de guerre en Annam)